# 梦村土城站
夢村土城站（：／ Mongchon-toseong yeok */?）副站名和平之門，是首都圈電鐵8號線沿線的一座地下車站，位於韓國首爾特別市松坡區新川洞。

## 車站構造
站體為2面2線側式月台的地下車站，候車月台設有月台幕門，並有5處出口。

### 月台配置
| 江東區廳 ↑ |
| \| 上      |
| ↓ 蠶室     |

| 月台 | 路線           | 目的地                               |
| ---- | -------------- | ------------------------------------ |
| 上行 | ●首爾地鐵8號線 | 江東區廳、千戶、岩寺、九里、别內方向 |
| 下行 | ●首爾地鐵8號線 | 蠶室、可樂市場、新興、牡丹方向       |

## 歷史
- 1999年7月2日：落成啟用。

## 車站周邊
- 松坡區廳
- 松坡區衛生所
- 首爾市交通會館
- 奧林匹克公園
  - 夢村土城
  - 世界和平之門（朝鲜语：평화의문）
- 首爾奧林匹克博物館（朝鲜语：서울올림픽기념관）
- 韓國體育大學
- 芳荑中學
- 韓美藥品（朝鲜语：한미약품）
- 慰禮城大路
- 漢城百濟站

## 圖片

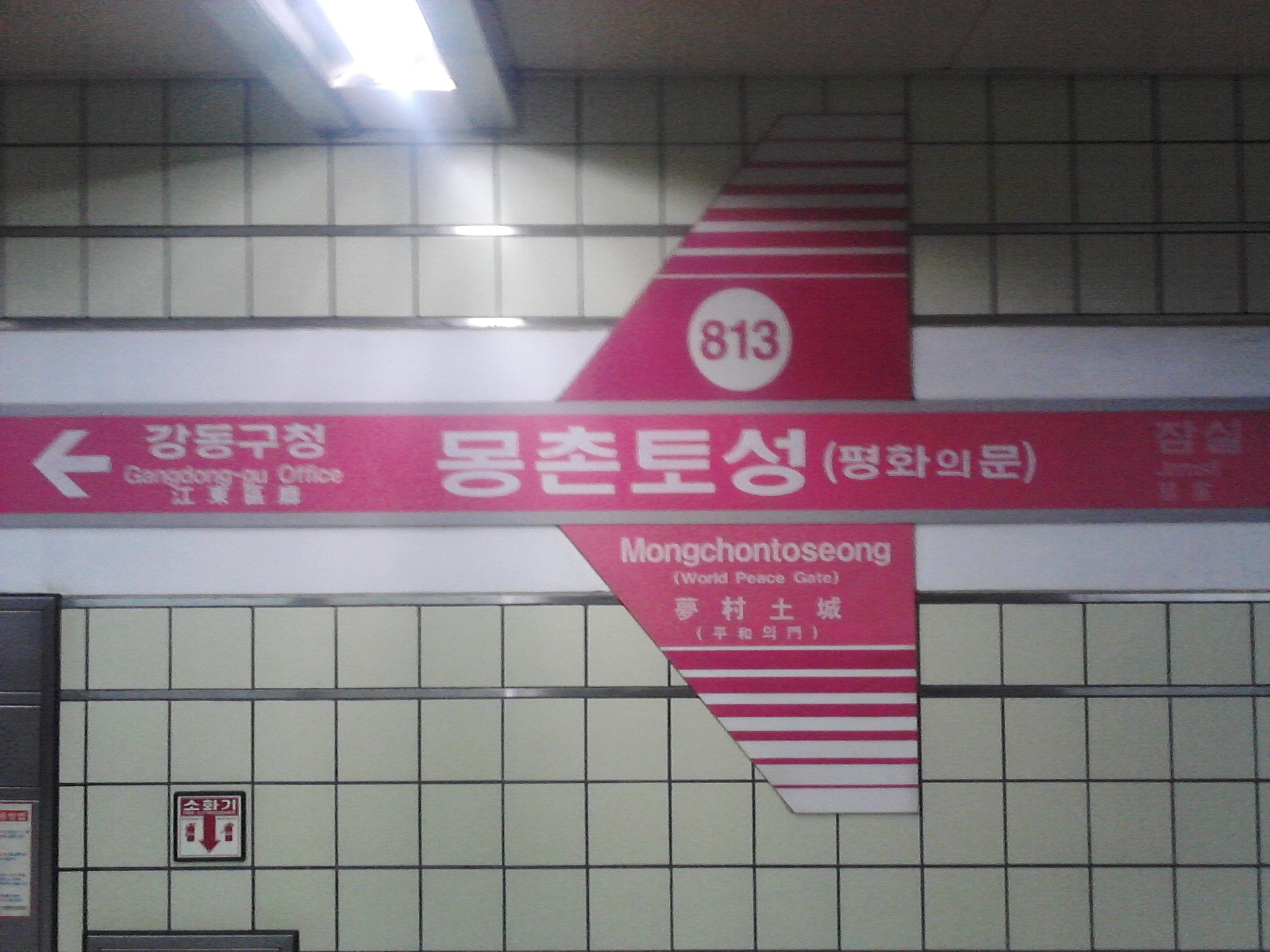
站名牌
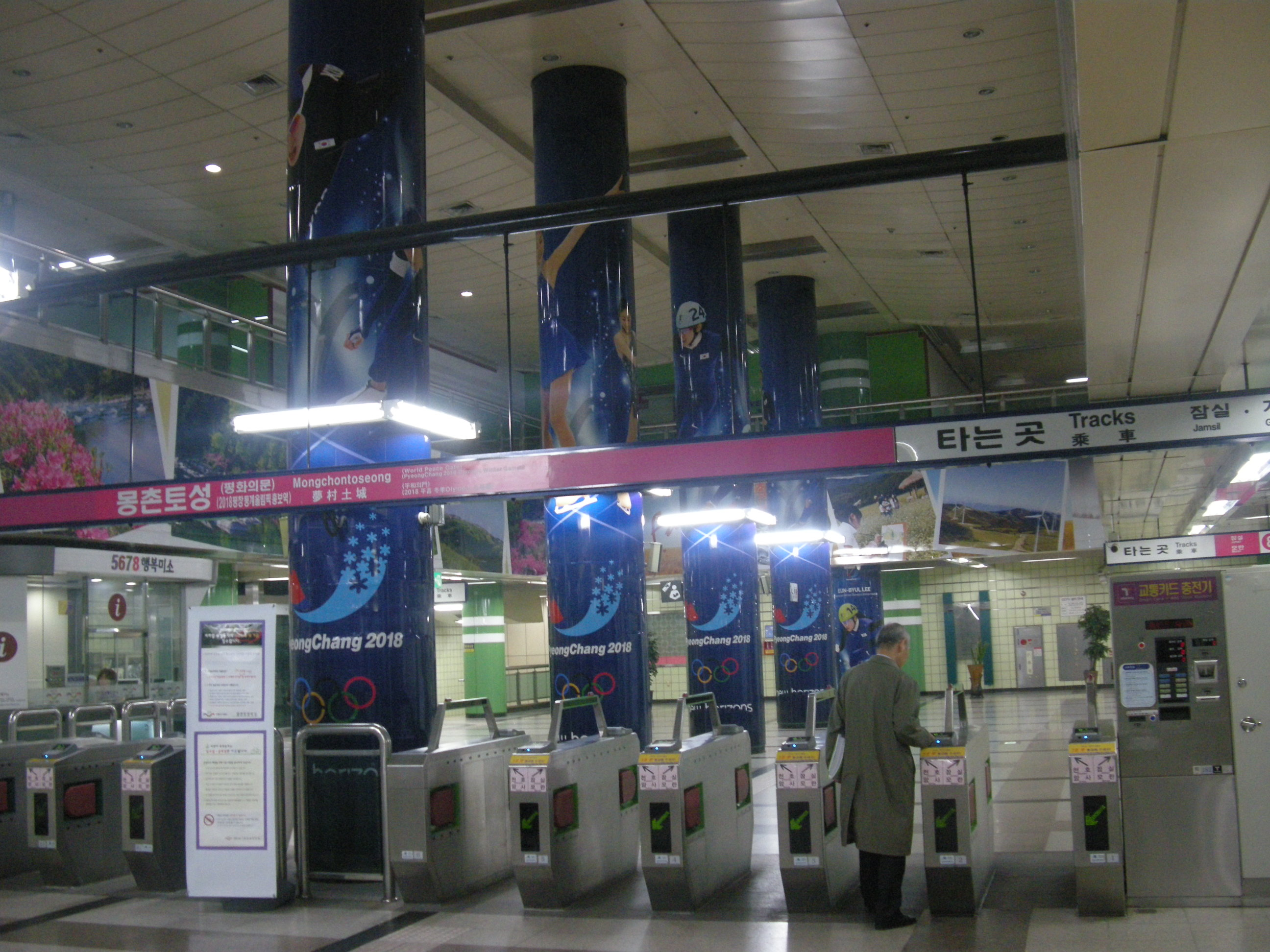
剪票閘口
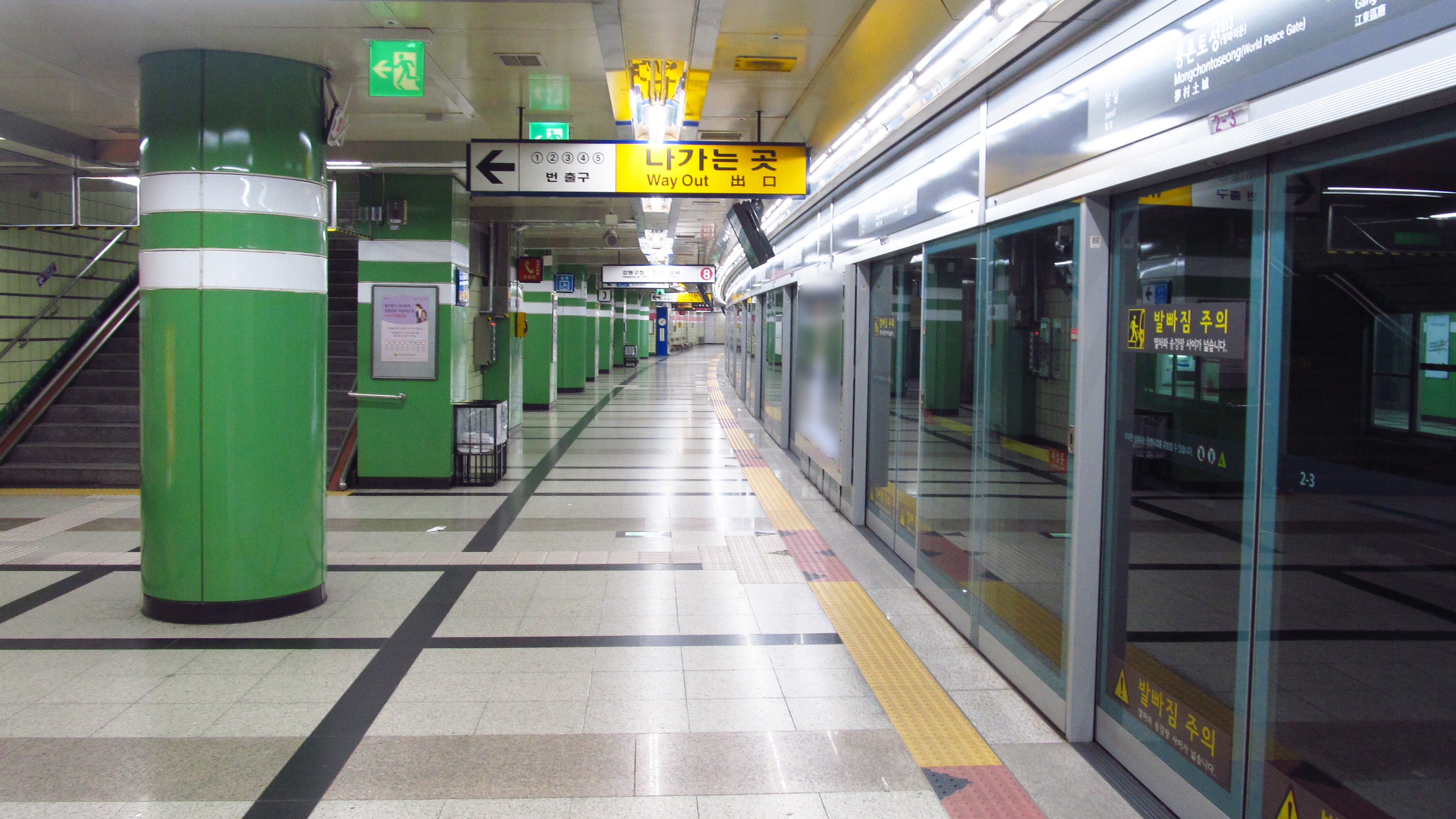
候車月台
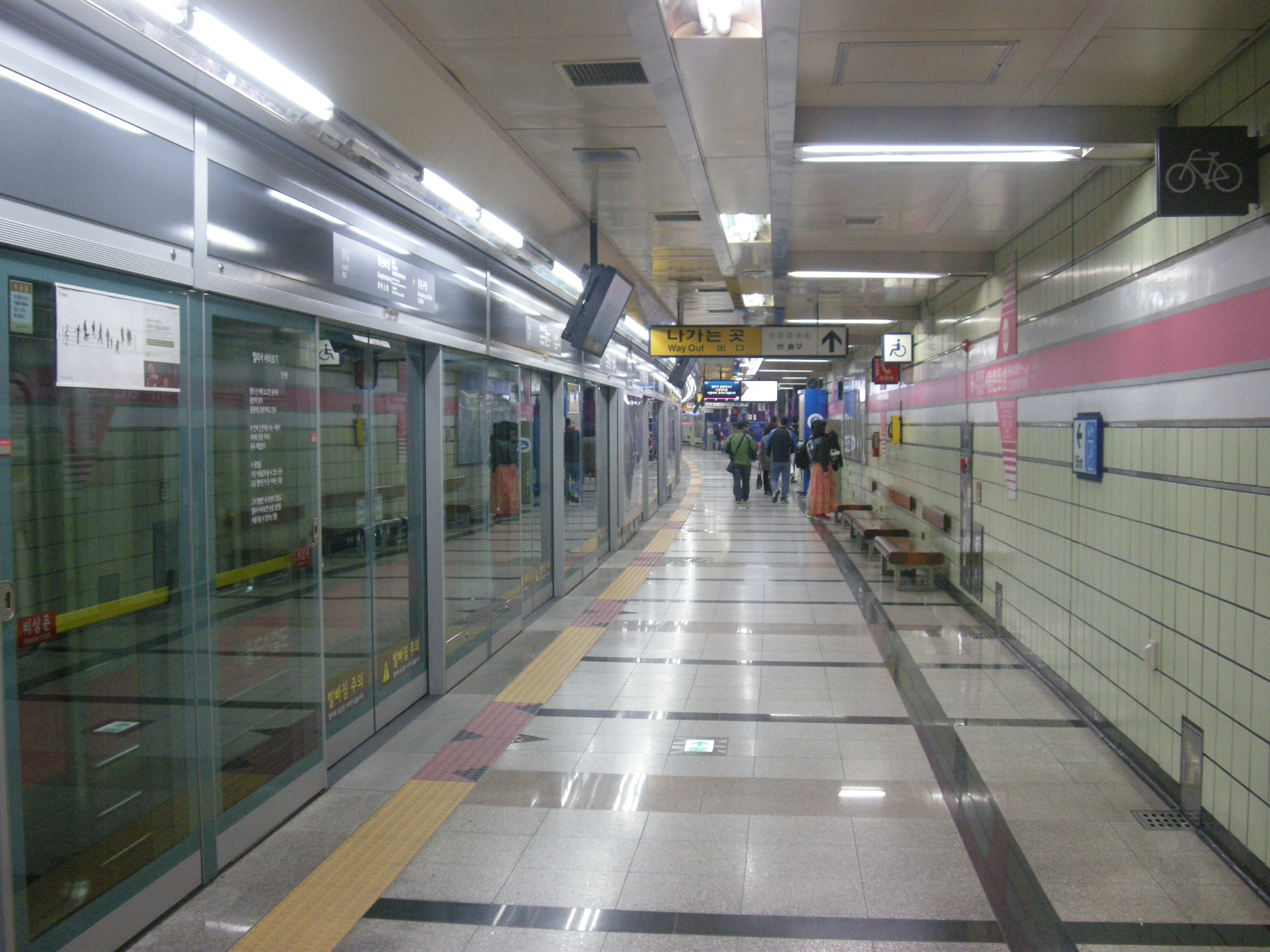
候車月台（往岩寺方向）
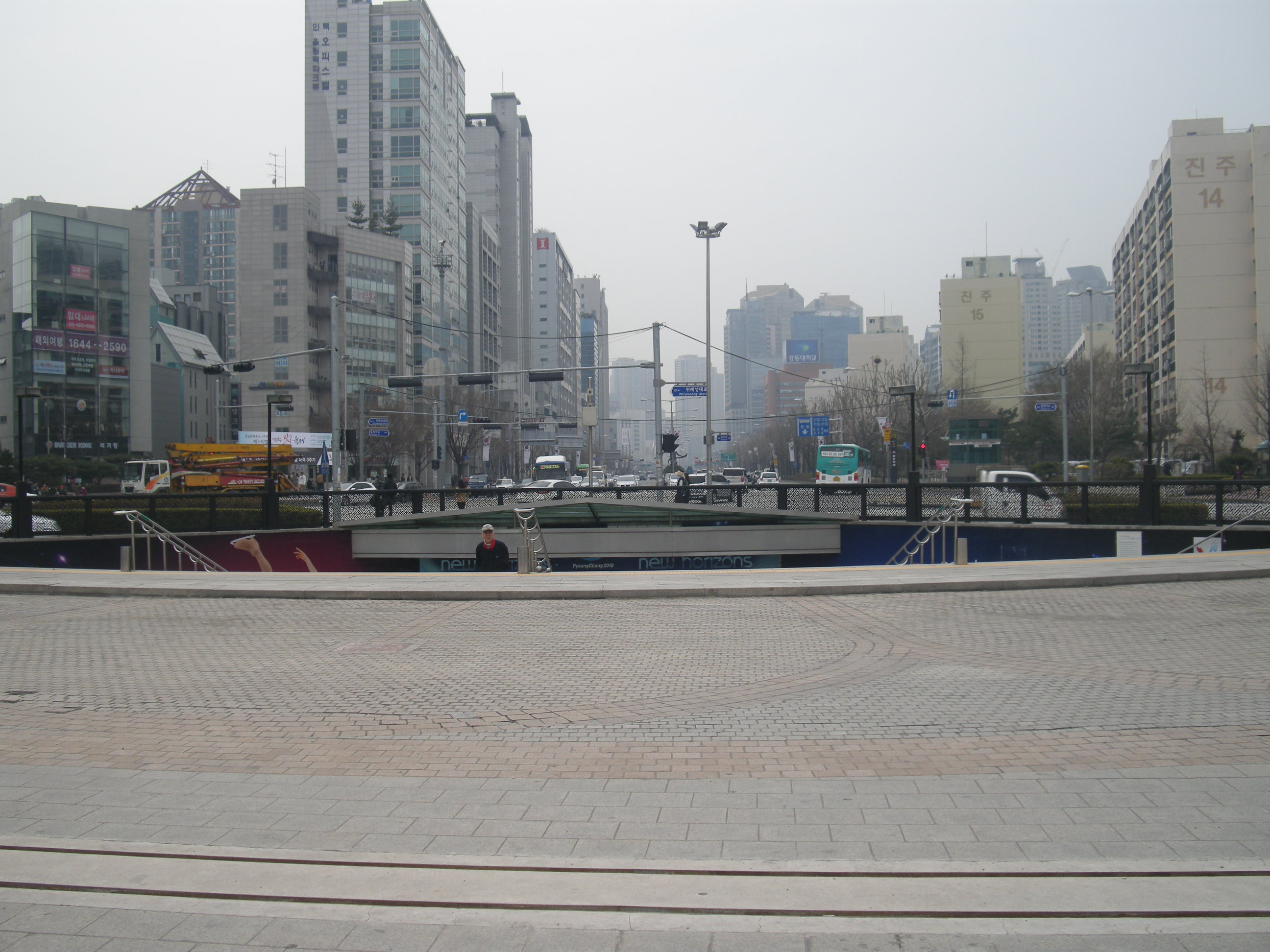
1號出口

## 相鄰車站
首爾交通公社
●首爾地鐵8號線
江東區廳（812）－夢村土城（813）－蠶室（814）